# Thế lưỡng nan của con nhím

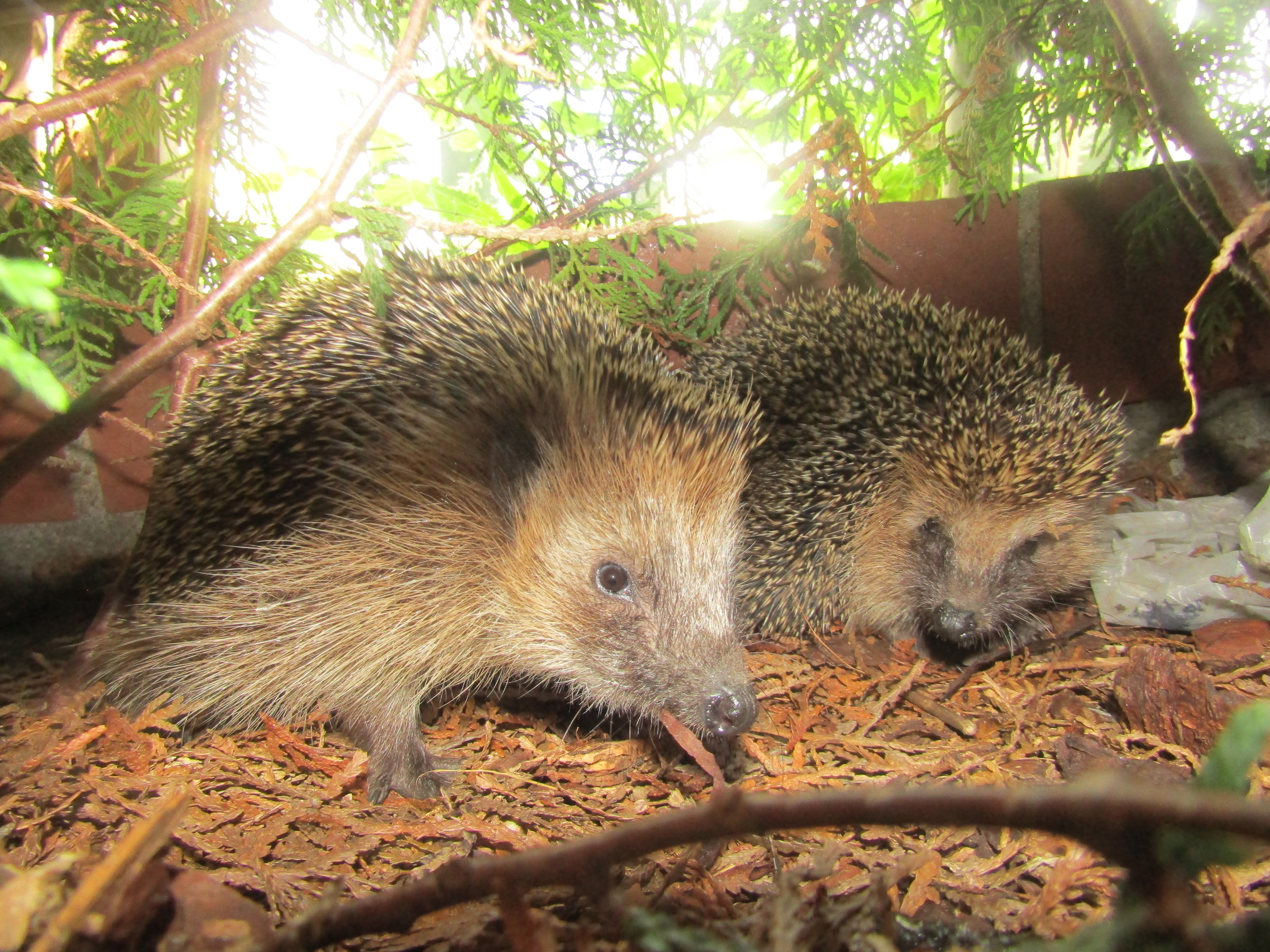
Hai con nhím ở cạnh nhau

Thế lưỡng nan của con nhím (Hedgehog's dilemma) là một phép ẩn dụ tâm lý mô tả thách thức trong việc duy trì sự gần gũi trong các mối quan hệ thân mật giữa các cá nhân theo đó, dù tất cả đều hướng đến một mối quan hệ gần gũi, nhưng điều này có thể xảy ra những trở ngại vì những lý do không thể tránh khỏi một khi thu hẹp khoảng cách tiếp xúc và vượt quá giới hạn của mối quan hệ. Điều này thể hiện sự mâu thuẫn giữa nhu cầu về sự thân mật (gần gũi, kết nối) và nỗi sợ bị tổn thương hoặc bị từ chối khi quá gần gũi. Hình tượng này xuất phát từ ví dụ mô tả một tình huống mà một nhóm các nhím tìm cách xích sát lại gần nhau để sưởi ấm trong thời tiết giá lạnh, nhưng rồi chúng cũng phải tách ra vì không thể tránh khỏi việc làm tổn thương nhau bằng những chiếc gai nhọn của mình, nhưng nếu xích ra xa nhau thì không đủ hơi ấm lan tỏa để chống lại cái lạnh giá. Từ hình tượng này gợi lên vấn đề về việc giữ khoảng cách với nhau và việc không vượt quá giới hạn nhưng cũng phải duy trì mối qua hệ cầ thiết. Khái niệm này bắt nguồn từ câu chuyện ngụ ngôn về bầy nhím của nhà triết học người Đức Schopenhauer.

## Đại cương
Arthur Schopenhauer đã nghĩ ra phép ẩn dụ này để chỉ trạng thái của cá nhân trong xã hội. Mặc dù có thiện chí, con người không thể gần gũi nhau mà không có nguy cơ gây tổn hại lẫn nhau, dẫn đến những mối quan hệ thận trọng và dè dặt. Việc dè dặt với người khác vì sợ bị tổn thương và cũng sợ gây tổn thương là điều khôn ngoan, tuy nhiên điều này có thể dẫn đến những mối quan hệ không thỏa mãn. Tình thế tiến thoái lưỡng nan này có thể khuyến khích sự tự áp đặt cô lập. Khái niệm này bắt nguồn từ câu chuyện ngụ ngôn của nhà triết học người Đức Schopenhauer: "Vào một ngày mùa đông lạnh giá, một đàn nhím muốn xích lại gần nhau để sưởi ấm cho nhau, tránh bị đóng băng. Nhưng khi chúng lại gần nhau, những cái gai của chúng lại đâm vào nhau, gây đau đớn. Vì vậy, chúng phải tản ra xa. Tuy nhiên, cái lạnh lại đẩy chúng lại gần nhau lần nữa, và điều tương tự lại xảy ra. Cuối cùng, sau nhiều lần thử và đau đớn, chúng tìm được một khoảng cách vừa phải để có thể tận dụng hơi ấm của nhau mà không bị gai đâm. Cũng vậy, nhu cầu về một xã hội đầy đủ phát sinh từ sự trống rỗng và đơn điệu trong nội tâm của con người; nhưng những tính cách khó chịu và lỗi lầm của họ khiến họ phải tản ra. Cuối cùng, khoảng cách trung bình mà họ tìm thấy chính là phép lịch sự và cách cư xử đúng mực, và lời kêu gọi từ chối nhau sẽ được gửi đến những người không thể chịu đựng được. Khoảng cách cần thiết mà cuối cùng chúng khám phá ra, và giúp chúng chịu đựng được việc ở bên nhau, chính là sự lịch sự và phép tắc. Bất cứ ai không tuân thủ điều này, ở Anh được khuyên là "giữ khoảng cách". Nhờ vậy, đúng là nhu cầu sưởi ấm lẫn nhau sẽ chỉ được đáp ứng một cách không hoàn toàn, nhưng mặt khác, cảm giác châm chích của lông nhím sẽ không còn nữa. Tuy nhiên, bất kỳ ai có lòng ấm áp nội tâm lớn đều sẽ thích tránh xa xã hội để tránh gây ra hoặc nhận lấy rắc rối hoặc phiền toái".